# Caloris Basin
Caloris Basin (zwany również Caloris Planitia) – charakterystyczny basen uderzeniowy na Merkurym o średnicy 1550 kilometrów. Jest to pozostałość po uderzeniu obiektu o średnicy do 100 kilometrów. Uderzenie to spowodowało utworzenie wulkanów wokół krawędzi krateru oraz uformowało swoisty górzysty „Dziwny Teren” znajdujący się po przeciwnej stronie planety.